# لیزا جنوا
لیزا جنوا (انگلیسی: Lisa Genova؛ زادهٔ ۲۲ نوامبر ۱۹۷۰) رمان‌نویس و عصب‌پژوه آمریکایی است. نخستین رمان وی هنوز آلیس در سال ۲۰۰۷ منتشر شد و لیست پرفروش‌ترین کتاب‌های نیویورک تایمز قرار گرفت.